# Alexandre Galibine
Alexandre Vladimirovitch Galibine (en russe : Александр Владимирович Галибин,), né à Léningrad (Union soviétique) le 27 septembre 1955, est un acteur soviétique et russe.

## Biographie
Né à Léningrad dans la famille d'un décorateur des studios Lenfilm, Alexandre Galibine fait sa première expérience artistique au théâtre-studio de la Jeunesse au sein du Palais des pionniers de Léningrad, sous la direction de Matveï Doubrovine. En 1973-1977, il étudie à la faculté d'art dramatique de l'Académie d'art dramatique de Léningrad, dans la classe de Ruben Agamirzian. Il se produit sur scène du théâtre dramatique Vera Komissarjevskaïa de 1977 à 1979, où entre autres il joue dans les spectacles La Légende du bonnet de bouffon, Cinq soirées, Boumbarache, Le Tsar Boris, Dix lettres non ouvertes etc.
Son début au cinéma a lieu sous la direction de Semion Aranovitch dans Et d'autres personnes non officielles en 1976, mais le spectateur le découvre véritablement deux ans plus tard dans le drame policier L'Auberge de la rue Piatnitskaïa (1978) d'Alexandre Feinzimmer, adapté du roman de Nikolaï Leonov, qui est vu par 54,1 millions de spectateurs. Il y joue le bandit moscovite des années 1940, Pavel Andreïev, surnommé Pachka Amerika. En 1981-1988, il est acteur des studios Lenfilm. En tout sa carrière entre 1976 et 2017 compte une cinquantaine de films.
À deux reprises, Galibine interprète le rôle de l'empereur Nicolas II. Une fois dans La Vie de Klim Samguine, un feuilleton de Viktor Titov (1988), et dans Les Romanov : Une famille couronnée de Gleb Panfilov (2000).
En 1988, l'acteur entreprend les études de réalisation dans la classe d'Anatoli Vassiliev à l'Académie russe des arts du théâtre. En 1989, il met en scène son premier spectacle Escurial de Michel de Ghelderode. Il travaille jusqu'en 1992 à École d’art dramatique de Vassiliev, située rue Povarskaïa à Moscou. Son spectacle de fin d'études La Fünf in der Luft d'après Alexeï Chipenko a lieu au théâtre de la Jeunesse sur la Fontanka en 1993, reconnu pour la meilleure mise en scène de la saison par les critiques.
En 1993-1995, Galibine travaille comme metteur en scène au théâtre de la perspective Liteïny où il débute avec Les Trois Sœurs de Tchekhov. Il y monte également Arfa privetstvia de Mikhaïl Bogomolny (1994), Romance urbaine de Mikhaïl Ougarov, Vera, Nadejda, Lioubov (Carambole) de Iouri Kniazev (1999).
Parallèlement au théâtre russe de Riga, il adapte Mata Hari d'Elena Gremina (ru) (1998).
Au Théâtre Alexandra, il adapte La Pupille (Воспитанница) d'Alexandre Ostrovski (1995), Dit du tsar Pierre et de son fils occis Alexis (Сказание о царе Петре и убиенном сыне его Алексее) de Friedrich Gorenstein (1997) et Le Mariage de Gogol (1998, nouvelle rédaction en 2004). On le nomme directeur artistique du théâtre Alexandra pour la saison 2003-2005. Pendant cette période, il a le temps de monter trois spectacles : L'Engagement d'après Iouri Kniazev, La Mouette d'Anton Tchekhov (2004) et Nora de Henrik Ibsen (2005).
En qualité de directeur artistique du théâtre académique Globus de Novossibirsk (2000-2003), il signe Les Joueurs de Gogol, Le Tsar Maximilian d'Elena Gremina, La Douce de Dostoïevski (2001), Le Mariage de Figaro de Beaumarchais, Boulevard du Crime d'après Éric-Emmanuel Schmitt (2002).
En 2008, il est nommé directeur artistique de l'Électrothéâtre Stanislavski. Son contrat n'est plus renouvelé par le département de la culture de Moscou en 2011.
Du 21 novembre 2014 au septembre 2017, il anime l'émission Attends-moi - équivalent russe de l'émission Perdu de vue - sur Perviy Kanal, puis, sur NTV.

## Filmographie partielle

### Au cinéma
Acteur
- 1976 : ...I drugie ofitsialnye litsa
- 1978 : Ivantsov, Petrov, Sidorov (Иванцов, Петров, Сидоров) de Konstantin Khoudiakov (ru) : Guennadi Borissovitch Ivantsov
- 1978 : L'Auberge de la rue Piatnitskaïa (Трактир на Пятницкой, Traktir na Piatnitskoï) d'Alexandre Feinzimmer : Pachka - 'Amerika'
- 1980 : Takie je, kak my!
- 1980 : Un morceau de ciel (Կտոր մը երկինք) d'Henrik Malyan (en) (Armenfilm) : Sacha
- 1981 : Les cent joies ou le Livre de grandes découvertes (Сто радостей, или Книга великих открытий, Sto radostey, ili kniga velikikh otkrytiy) de Iaroslav Loupi (ru) : étudiant
- 1981 : Un conte racontée de nuit : Peter Munk
- 1982 : Peau d'âne (Ослиная шкура, Oslinaïa chkura) de Nadejda Kocheverova : le prince Jacques
- 1982 : Mon amour - la Révolution (Моя любовь — революция, Moya liubov-revoloutsiya) d'Oleg Toulaïev : Viktor Poddoubtsev
- 1982 : Le Sixième (Шестой, Chestoï) de Samvel Gasparov : l'informateur des bandits
- 1982 : Ce n'est pas à l'église qu'on nous mariait (Нас венчали не в церкви, Nas venychali nie v tserkvi) de Boris Tokarev : Sergueï Sinogoub
- 1983 : Sans grand risque (Без особого риска, Bez osobogo riska) de Samvel Gasparov : le lieutenant Viktor Petrov
- 1983 : Kto zaplatit za oudatchou?
- 1984 : Mon élu (Мой избранник, Moy izbrannik) d'Alexeï Koreniev (ru) : Timofeï Zouïkov
- 1984 : Trevojny vylet
- 1984 : Pristoupit k likvidatsii : Kouzyma
- 1985 : Je réponds de toi (Я за тебя отвечаю, Ya za tebya otvechayu) de Boris Yachine (ru) : commissaire politique
- 1986 : Stepnaïa eskadrilia
- 1986 : Coordonnées de mort (Koordinaty smerti) de Samvel Gasparov : Ilia Kroutine
- 1987 : Serebryanye strouny : Vassili Andreïev
- 1988 : Le Mari et la fille de Tamara Alexandrovna (Муж и дочь Тамары Александровны, Mouj i dotch Tamary Alexandrovny) de Olga Naroutskaïa (ru) : Valéry Diaditchev
- 1988 : Jack Vosmerkine, l'Américain (Djek Vosmyorkine, amerikaniets) d'Ievgueni Tatarski : Vassili Kapralov
- 1989 : Ça (Оно, Ono) de Sergueï Ovtcharov (ru) : fol-en-Christ
- 1990 : Dossier médical (История болезни, Istorya bolezni) d'Alexeï Prazdnikov : le frère aîné
- 2000 : Les Romanov : Une famille couronnée (Romanovy: Ventsenosnaya semya) de Gleb Panfilov : le tsar Nicolas II
- 2004 : Raguine (Рагин) de Kirill Serebrennikov : Ivan Gromov
- 2007 : Les Conserves (Консервы, Konservy) de Egor Kontchalovski (ru) : Valéry Astrakhantsev
- 2007 : Il, elle et moi (On, ona i ya) de Konstantin Khoudiakov (ru) : Dmitri
- 2007 : Vengeance (Месть, Mest) de Stanislav Libine : Léonard
- 2008 : Adel (Адель) de Gerald Bejanov (ru) : Zakharov
- 2012 : Le Maure blanc, ou les histoires intimes de mes voisins (Belyy mavr, ili Intimnye istorii o moikh sossiedakh) de Dmitri Fiks (ru) : Andreï
- 2014 : 22 minutes (22 минуты, 22 minuty) de Vassili Serikov : le capitaine Dekaline
- 2014 : Galaxie, la Voie lactée (Галактика «Млечный Путь», Galaktika Mletchny pout)
- 2016 : Les Champions: Plus vite. Plus haut. Plus fort (Чемпионы: Быстрее. Выше. Сильнее, Chempiony: Bystree. Vyche. Silnee) d'Artem Axenenko : Leonid Arkaïev

Réalisateur
- 2019 : Petite Sœur (Сестрёнка, Sistrionka)

### À la télévision
- 1988 : La Vie de Klim Samguine (Жизнь Клима Самгина) de Viktor Titov : Diomidov / Nicolas II de Russie (série télévisée en quatorze parties)
- 1985 : Les Bataillons demandent le feu (Батальоны просят огня, Batalyony prossiat ognia), série télévisée de Vladimir Tchebotariov (ru) et Alexandre Bogolioubov (ru) : le lieutenant Kondratiev
- 2005 : Le Maître et Marguerite (Мастер и Маргарита) téléfilm de Vladimir Bortko : le Maître
- 2014 : Les Démons (Бесы) de Vladimir Khotinenko : von Lembke

## Récompenses et distinctions
- Ordre de l'Amitié
- Artiste du peuple de la fédération de Russie